# Jonni Myyrä
Joonas "Jonni" Myyrä (né le 13 juillet 1892 à Savitaipale et décédé le 22 janvier 1955 à San Francisco) était un athlète finlandais spécialiste du lancer du javelot, double champion olympique et détenteur du record du monde de la discipline de 1919 à 1924.

## Biographie
Jonni Myyrä se classe huitième des Jeux olympiques d'été de 1912 à Stockholm avec un jet à 51,33 m, mais ne se révèle au niveau international que deux ans plus tard en remportant les Jeux baltiques avec 63,29 m, performance non homologuée par la Fédération finlandaise d'athlétisme du fait d'un vent trop violent. Le 24 août 1919, le Finlandais lance son javelot à 66,10 m lors du meeting de Stockholm, mettant ainsi fin au record du monde du Suédois Eric Lemming, auteur de la meilleure performance planétaire depuis 1912. Favori des Jeux olympiques d'été de 1920 d'Anvers, remporte aisément le concours avec la marque de 65,78 m (nouveau record olympique), devançant de plus de deux mètres ses compatriotes Urho Peltonen et Pekka Johansson.
Dominateur durant l'olympiade suivante, Jonni Myyrä remporte à trente-deux ans sa deuxième médaille d'or consécutive à l'occasion des Jeux olympiques d'été de Paris en 1924. Auteur de 62,96 à son deuxième essai, le Finlandais devance finalement le Suédois Gunnar Lindström (60,92 m). Ce dernier ravit en fin de saison le record du monde appartenant à Myyrä en réalisant 66,62 m le 12 octobre 1924.

## Palmarès
- Jeux olympiques d'été de 1920 à Anvers :
  -  Médaille d'or au lancer du javelot
- Jeux olympiques d'été de 1924 à Paris :
  -  Médaille d'or au lancer du javelot

## Sources
- Robert Parienté et Alain Billouin, La Fabuleuse Histoire de l'athlétisme, Paris, Minerva Press 2003  (ISBN 2-8307-0727-3)